# San José (Choluteca)
San José è un comune dell'Honduras facente parte del dipartimento di Choluteca.
L'abitato è stato fondato nel 1861 con parte del comune di Pespire.